# أندريا ساول
أندريا ساول (بالإنجليزية: Andrea Saul)‏ هي ناطقة رسمية أمريكية، ولدت في 1982 في دالتون في الولايات المتحدة.

## وصلات خارجية
- أندريا ساول على موقع إن إن دي بي (الإنجليزية)